# Mulsanne
Mulsanne är en kommun i departementet Sarthe i regionen Pays de la Loire i nordvästra Frankrike. Kommunen ligger i kantonen Écommoy som tillhör arrondissementet Le Mans. År 2022 hade Mulsanne 5 299 invånare.

## Befolkningsutveckling
Antalet invånare i kommunen Mulsanne
| Referens: INSEE |